# 柯曾阿什頓足球會
柯曾阿什頓足球會（Curzon Ashton F.C.）是一支位於英格蘭阿什頓安德萊恩的職業足球會，目前於英格蘭足球全國聯賽北角逐。

## 外部連結
- Official website （页面存档备份，存于）
- Curzon Ashton@Football Club History Database